# كف مريم
إرثد، سرساد، منجنكشت أو  كف مريم أو كف العذراء أو كفيفة أو إصبع العذراء أو شجرة مريم أو شجرة إبراهيم  أو شجرة الرهبان أو مدعي الحمام (الاسم العلمي: Vitex agnus-castus) هي شجيرة يصل طولها من 2 إلى 4 أمتار سريعة النمو، كثيرة التفرع من القاعدة. أورقها كفية متساقطة رمادية فضية وريقاتها 5-7 وريقات. أما أزهرها قمية متجمعة صغيرة جدا بيضاء. ثمارها سوداء صغيرة بقطر نصف سم.